# Lisa Coleman (musicista)
Lisa Coleman (Los Angeles, 17 agosto 1960) è una tastierista e compositrice statunitense.

## Biografia
Secondogenita di tre figli, la madre era l'artista visuale statunitense di origine messicana Marylou Ynda-Ciletti (4 aprile 1936 - 17 novembre 2013). Suo padre, Gary L. Coleman (nato nel 1936), è un musicista turnista anglo-americano, che negli anni '60 e '70 faceva parte del gruppo The Wrecking Crew stringendo amicizia con il collega musicista Mike Melvoin. Le loro famiglie si sono avvicinate tra loro e spesso suonarono e registrarono musica insieme. Lisa strinse una stretta relazione con la figlia di Melvoin, Wendy.
All'età di 12 anni, la Coleman iniziò la carriera musicale come tastierista nel gruppo di bubblegum pop Waldorf Salad. La band, che comprendeva anche i suoi fratelli e Jonathan Melvoin, firmò un contratto con la A&M Records nel 1973. Due anni più tardi interpretò un piccolo ruolo come liceale pianista nel film con Linda Blair Sarah T. - Portrait of a Teenage Alcoholic, realizzato per la televisione.
Appena terminati gli studi liceali, all'età di 18-19 anni, trovò lavoro come addetta alle spedizioni e insegnando pianoforte. Una sua grande amica, Niki Yoergler, che lavorava come segretaria per il manager personale di Prince, Steve Fargnoli, la portò all'attenzione del musicista. Dopo alcune convinzioni su entrambi i fronti, Yoergler fece un'audizione alla Coleman e venne assunta come tastierista (sostituendo Gayle Chapman) del gruppo di supporto di Prince nel 1980 per il suo album e tour Dirty Mind. La Coleman suonò le tastiere per Prince nei suoi album Controversy e 1999 e nei tre lavori come componente del gruppo The Revolution, che erano Purple Rain, Around the World in a Day e Parade. Fu anche turnista per le registrazioni di The Time e Vanity 6, due progetti collaterali di Prince.
Coleman ha avuto una relazione sentimentale (terminata nel 2002 e rivelata nell'aprile del 2009 in un'intervista al periodico Out) con la sua amica musicista Wendy Melvoin, con la quale ha collaborato spesso; nel 1983, quando il chitarrista Dez Dickerson non si presentò alle prove acustiche, Prince chiese alla Melvoin di suonare la sua chitarra; quella stessa notte, Prince invitò la Melvoin a unirsi alla sua nuova band, The Revolution.
Poco dopo il completamento del progetto Parade di Prince & The Revolution, la Coleman insieme alla Melvoin fondò nel 1986 un duo musicale, denominato Wendy & Lisa. Il binomio ha pubblicato quattro album e un EP per varie etichette (Columbia/Sony e Virgin), cogliendo un grande successo con il primo singolo, Waterfall.
Dopo la fine del duo musicale, la Coleman e Melvoin continuarono a lavorare insieme come compositrici di colonne sonore per film (tra gli altri Rimbalzi d'amore e Wine Country) e serie televisive tra cui Crossing Jordan e Heroes, entrambi ideati e prodotti da Tim Kring per la sua Tailwind Productions; inoltre Nurse Jackie - Terapia d'urto, con la quale vinsero un Emmy Awards per il miglior tema principale del titolo; Prime Suspect; No Tomorrow; Le streghe dell'East End, Spie, Touch (con la quale ricevettero una seconda nomination agli Emmy), Shades of Blue della NBC e Cruel Summer.
Ha lavorato come turnista per diversi artisti, tra i quali Joni Mitchell, Seal, Nona Gaye, Gwen Stefani e gli Alice in Chains. Nel 2019 realizza, anche come produttrice, il suo primo album da solista, Collage.
Dopo la fine della relazione con Wendy Melvoin, si sposa nel 2004 con Renata Kanclerz. La coppia ha un figlio.

## Discografia

### Solista
- 2019 – Collage